# ZMC Amicitia Zurich
Le  ZMC Amicitia  (Zürcher Mittelschul Club Amicitia) était un club de handball basé à Zurich en Suisse avant sa fusion en 2010 avec le Grasshopper Club Zurich pour donner le GC Amicitia Zürich. En latin, amicitia signifie « amitié ».

## Historique
Le club est fondé en 1931 sous le nom de Handball Club Amicitia. En 1962, il absorbe le ZMC 61 fondé l’année précédente et prend sa dénomination actuelle. Sa section féminine apparaît en 1986 et fusionne avec le DHC Zürich en 1989.
L'équipe masculine fusionne en 2010 avec Grasshopper Club Zurich sous le nom de GC Amicitia Zürich.

## Palmarès
- Section masculine :
  - Champion de Suisse : 1937 (à 11), 1987, 1988, 1989, 2008, 2009
  - Coupe de Suisse : 2009
  - Finaliste de la Coupe d'Europe des vainqueurs de coupe : 1987

- Section féminine :
  - Champion de Suisse : 2004[1]
  - Coupe de Suisse : 2004

## Personnalités liées au club
Parmi les personnalités liées au club, on trouve :
- Tettey Banfro (de) : joueur de 1993 à 1998
- Edin Bašić : joueur de 2007 à 2009
- Heiko Grimm (de) : joueur de 2009 à 2010
- Frank Løke : joueur de 2007 à 2008
- Andy Schmid : joueur de 2007 à 2009
- Branko Štrbac (de) : joueur de 1991 à 1992